# Mario Castelnuovo-Tedesco
Mario Castelnuovo-Tedesco (Florencia, 3 de abril de 1895-Hollywood, 16 de marzo de 1968) fue un compositor italiano, de cultura judía, nacido en Florencia, era descendiente de una prominente familia de banqueros sefardíes que había vivido en la ciudad desde la expulsión de los judíos de España en 1492.[cita requerida]
Estudió en el Conservatorio de Florencia y comenzó su carrera de compositor con varios temas líricos: Stelle cadenti (1915) y Coplas (1916), este último sobre melodías españolas. En 1925, ganó el premio del Estado con su ópera La Mandragola, basada en la comedia de Maquiavelo. Huyendo de las persecuciones racistas, emigró a Norteamérica. Después de llegar a Nueva York en 1939, se estableció el año siguiente en Beverly Hills, donde dio clases en el Conservatorio de Los Ángeles. Adscrito a los postulados más renovadores de la música italiana, involucionó hacia un neoclasicismo que terminaría por alinearlo entre los conservadores.[cita requerida]
Fue un compositor extraordinariamente fecundo que pervive sobre todo por sus partituras para guitarra, las más difundidas de su abultada producción; entre ellas, figuran sus preludios y fugas de Las guitarras bien temperadas, para dos guitarras; los 24 caprichos de Goya para guitarra sola, inspirados en los grabados homónimos del gran pintor aragonés, y especialmente sus páginas concertantes: Concierto para guitarra No. 1, Op. 99, Concierto para guitarra No. 2, Op. 160 y, sobre todo, el Concierto para dos guitarras, Op. 201.[cita requerida]
Escribió asimismo música para el cine, escribiendo las partituras para unas 200 películas de Hollywood. Además de poner música a numerosos poemas de poetas clásicos, produjo abundante obra instrumental y coral, con óperas como Bacco in Toscana (1925-26) y ballets como Pesce turchino (1937) y The Octoroon Ball (1947). Para canto y guitarra, compuso la "Ballata dall`esilio", con texto de Guido Calvacanti (1300), dedicada a Marya Freund en su 80.º cumpleaños.[cita requerida]